# Guerra di Chioggia
La guerra di Chioggia fu un conflitto combattuto dalla Repubblica di Genova contro la Repubblica di Venezia tra il 1378 e il 1381, in conclusione di un confronto aperto che durava da anni e che aveva già contato qualche occasionale e limitato scontro militare.
Inizialmente i genovesi riuscirono a conquistare Chioggia e vaste zone della laguna di Venezia, ma alla fine i veneziani riuscirono a riprendersi Chioggia e le città lagunari e istriane che erano cadute nelle mani dei genovesi.

La guerra si concluse poi diplomaticamente con la pace di Torino dell'8 agosto 1381, che sancì l'uscita dei genovesi e dei veneziani da un conflitto in cui entrambe le repubbliche marinare avevano subito ingenti danni economici.
La guerra di Chioggia rappresentò l'ultimo scontro di rilievo tra genovesi e veneziani, dal quale Venezia si riprese presto grazie alla sua solida organizzazione interna, mentre Genova, a quei tempi anche tormentata da lotte intestine per il potere, entrò in un periodo di scontri che la portò ad una coesistenza coi rivali veneziani, ed i loro interessi commerciali verso l'Egeo e l'Oriente vennero de facto spartiti nei successivi secoli, con le zone del Dodecaneso, di Costantinopoli ed il mar Nero ai commerci genovesi, mentre l'Adriatico, le isole ionie e Creta (Candia) ai commerci veneziani.
Le vicende di questa guerra - che portò alla completa distruzione di Clodia minor, l'attuale Sottomarina - vengono ancora rievocate nel Palio della Marciliana che si tiene annualmente nella città lagunare di Chioggia.

## Origini del conflitto
Il conflitto tra Genova e Venezia per il controllo del commercio nel Levante era latente da lungo tempo, con una sorda rivalità che esplodeva in periodiche fiammate di violenza, ma che in realtà si combatteva soprattutto nel campo della diplomazia e del commercio. Venezia, in particolare, un tempo egemone sulle rotte orientali, vedeva con irritazione sempre maggiore l'accresciuta potenza della rivale, che, forte dell'appoggio ricevuto nel secolo precedente dagli imperatori Paleologi, aveva creato una rete di empori e di colonie in grado di competere con il commercio veneziano.
Venezia aveva conseguito un importante successo nel 1352, quando, a fronte di un prestito di 30 000 ducati concesso nel 1343, aveva ricevuto in pegno dall'imperatore Giovanni Paleologo l'isola di Tenedo, scalo strategico per i traffici provenienti dal Bosforo e dal Mar Nero, a lungo ambito da entrambe le potenze marittime. Accresciutosi poi il debito alla cifra di ben 80 000 ducati, l'imperatore s'indusse infine a concedere definitivamente l'isola a Venezia nel 1364.

### Ilcasus bellie le alleanze
Nel 1369 era morto a Cipro, vittima d'una congiura di palazzo, il re Pietro I di Lusignano, cui, dopo una breve ma agitata reggenza, successe il giovanissimo figlio Pietro II.

Il casus belli avvenne proprio nell'ottobre del 1372, durante la cerimonia d'incoronazione del nuovo sovrano, quando, per ragioni di precedenza, vennero a diverbio il console genovese Paganino Doria e il bailo veneziano Marino Malipiero.

Si accese una disputa così aspra che alla fine del banchetto i veneziani, passati dalle parole ai fatti, con l'aiuto dei nobili ciprioti sopraffecero i genovesi, scagliandoli da una finestra. In breve i tumulti si estesero all'intera capitale, Famagosta, e in tutto il resto dell'isola, dove si scatenò una vera e propria caccia ai cittadini genovesi, con aggressioni, massacri ed estesi saccheggi da parte dei ciprioti.
Quando la notizia dei fatti di Cipro giunse a Genova, ordinarono una immediata rappresaglia , fecero armare quarantadue galee, con quattordicimila uomini delle truppe da sbarco al comando di Pietro Fregoso: l'ordine era di vendicare l'affronto subito e di attaccare Cipro.
Priva degli aiuti della Serenissima, allora impegnata in una dura guerra contro Francesco da Carrara e non in grado di affrontare i genovesi, fu in breve presa da Genova: occupata Nicosia, le altre città ed infine, dopo un lungo assedio, la stessa Famagosta, l'isola era stata soggiogata; venne restituita ad un governo fantoccio retto dal bambino dodicenne Pietro II sotto la tutela della madre, governo che era costretto ad un pagamento di un tributo annuale di 40 000 fiorini ai genovesi e di una indennità di guerra di oltre due milioni di fiorini d'oro. Genova manteneva comunque le sue guarnigioni d'occupazione in Famagosta ed altre città minori e di fatto manteneva il controllo commerciale e governativo dell'isola.
Venezia protestò a sua volta vivamente per le violenze subite dai suoi concittadini durante l'occupazione genovese, ma in realtà la sua maggiore irritazione era per la condizione di egemonia che i Genovesi si erano conquistati a Cipro.
Nel 1376 i genovesi aiutarono la fuga di Andronico dalla prigionia, in cui era tenuto per essersi ribellato pochi anni prima al padre Giovanni V Paleologo, e organizzarono la sua ascesa al trono come Imperatore Romano d'Oriente Andronico IV, facendosi promettere in cambio la cessione di Tenedo. Il governatore dell'isola, fedele al deposto imperatore, si rifiutava di consegnare l'isola, con grande irritazione dei Genovesi, che indussero l'imperatore Andronico ad atti ostili contro i Veneziani, imprigionando il bailo ed espellendo i mercanti veneziani residenti nella colonia di Costantinopoli. Venezia tentò inizialmente di comporre i dissidi per vie diplomatiche, ma, quando nel 1378 Giovanni Paleologo, aiutato dai Turchi, riuscì a rioccupare il trono e fece ai Veneziani speciali concessioni, la Repubblica Serenissima si risolse alla guerra.
Subito entrambi gli schieramenti cercarono alleati. Venezia si alleò con Pietro II di Cipro, desideroso di rivalsa, e con i Visconti, bramosi di occupare Genova. Genova invece trovò alleati nel re Luigi d'Ungheria, che vantava mire sulla Dalmazia veneziana, in Francesco I da Carrara, nel patriarca di Aquileia Marquardo di Randeck, nel duca d'Austria Leopoldo d'Asburgo, nella città di Ancona, e nella regina Giovanna I di Napoli.

## La guerra

### Il primo anno: il 1378
Il primo scontro tra Genovesi e Veneziani avvenne il 30 maggio del 1378 a Capo d'Anzio, alle foci del Tevere, tra l'ammiraglio veneziano Vettor Pisani, Capitano Generale da Mar, al comando di quattordici galee, e una squadra genovese di 16 galee comandate da Luigi del Fiesco. In questo scontro la flotta veneziana attaccò di sorpresa la flotta genovese durante una burrasca e la sbaragliò, catturando 4 galee e facendo numerosi prigionieri. Dopodiché i legni di Venezia fecero vela verso l'Oriente.
La notizia della sconfitta produsse grande agitazione in Genova: il doge Domenico da Campofregoso fu deposto e sostituito da Niccolò da Guarco, mentre una flotta guidata da Luciano Doria entrò nell'Adriatico per aiutare le truppe del Patriarca di Aquileia e quelle di Francesco da Carrara, che, sostenuti dall'armata ungherese, avanzavano da terra verso la laguna, senza però ottenere risultati notevoli.
L'arrivo della flotta genovese in Adriatico costrinse Vettor Pisani ad abbandonare l'assedio di Famagosta, dove tentava di scacciare la guarnigione genovese, per prestare soccorso alla madrepatria, lasciando a combattere nell'Egeo le forze di Carlo Zeno: sulla rotta del rientro la flotta veneziana diede alle fiamme Focea e i quartieri genovesi di Chio e Mitilene, conquistando Cattaro e Sebenico, prima di attaccare Traù, dove erano attestate le forze di Doria. L'impossibilità di forzare le difese del porto spinse però Pisani a ritirarsi a Pola per le necessarie riparazioni, mentre i Genovesi sostarono per l'inverno a Zara.

### Il secondo anno: il 1379

#### La battaglia di Pola
La flotta veneziana svernava ancora a Pola, quando il 7 maggio del 1379, dopo aver messo a ferro e fuoco Caorle e Grado, vennero a pararsi davanti al porto le diciotto galee di Luciano Doria, che intanto aveva posto nei pressi altri sei legni in agguato a Vettor Pisani. Il veneziano, che sapeva di essere inferiore al nemico, non voleva accettare la sfida, ma persuaso dai suoi capitani entrò in combattimento contro la flotta genovese. La battaglia parve all'inizio favorevole ai veneziani che riuscirono anche ad uccidere lo stesso ammiraglio genovese, ma la morte del comandante non piegò l'animo degli avversari, che continuarono il combattimento e dopo alcune ore riuscirono a sbaragliare la flotta di Venezia. La disfatta fu pesante, Venezia lasciò sul campo settecento morti, duemilaquattrocento prigionieri e quindici galee in mano ai Genovesi, che si sfogarono sugli uomini della ciurma trucidandone ottocento. Solo sette navi, capitanate dal Pisani, riuscirono a porsi in salvo e a tornare a Venezia. L'ammiraglio, ritenuto responsabile della sconfitta, venne immediatamente processato e condannato, il 17 luglio a sei mesi di prigione e all'interdizione per cinque anni dai pubblici uffici per aver mal condotto le operazioni e i piani della battaglia.
Mentre questi fatti accadevano sul mare, alle spalle della laguna venivano condotte dagli alleati le operazioni di guerra terrestre: da un lato le compagnie dei Visconti incombevano su Genova, che riuscì a respingere i mercenari viscontei con grosse somme di danaro, mentre dall'altro minacciavano Padova, che a sua volta occupava i margini della laguna e interrompeva i tentativi dei veneziani di isolare Luigi d'Ungheria dai suoi alleati. Se però la situazione di terraferma non destava particolari preoccupazioni per Venezia, protetta dalle sue acque, la sconfitta navale la poneva ora in una situazione gravissima; minacciata da vicino da tanti nemici imbaldanziti dalla vittoria navale di Pola. Veniva messo in discussione il dominio sul mare Adriatico e le preziose vie di rifornimento, Genova aveva infatti inviato a rinforzo un'ulteriore flotta di quarantasette galee, comandata da Pietro Doria, che saccheggiate le città veneziane di Umago, Grado e Caorle, con l'aiuto degli austriaci, minacciava da vicino Venezia.
La Repubblica reagì con forza, ordinando a Taddeo Giustinian di allestire nuove navi nell'Arsenale e inviando dispacci a Carlo Zen, comandante della flotta veneziana in Oriente, per richiamarlo a soccorrere la patria. Contemporaneamente si apprestavano le difese della laguna, chiudendone con triplice catena le bocche e difendendole con chiatte e pontoni armati.

#### La caduta di Chioggia alla Repubblica di Genova
Il Doria si presentò davanti a Chioggia il 6 agosto e, aiutato dalle milizie del signore di Padova, si impadronì di Chioggia Minore e pose l'assedio a Chioggia Maggiore, difesa dal podestà Pietro Emo e da 3000 uomini. Pur sapendo di non poter ricevere aiuti da Venezia, la guarnigione resistette per undici giorni contro gli assedianti otto volte superiori e cedette solo il 16 agosto: l'accesso meridionale della laguna era aperto. Ci furono numerose perdite anche tra la popolazione, il Podestà Emo venne fatto prigioniero e per riscattare la sua libertà dovette in seguito pagare 3000 ducati. Furono fatti prigionieri anche il Cancellier Grande di Chioggia Giacomo Pasquale, e i comandanti Niccolò Gallianico e Baldo Galluccio. Sia il Pasquale, che Galianico e Galluccio, vennero "comprati" dai carraresi e poi giustiziati.
I Genovesi, avanzando lungo l'isola di Pellestrina, minacciavano ormai anche il varco centrale tra la laguna e il mare, mentre gli Ungheresi assediavano Treviso e minacciavano le propaggini settentrionali della laguna. I successi in mare riempivano di gioia anche gli alleati patavini che già pregustavano l'ambito sbocco al mare ed immaginavano la prossima caduta della stessa odiata Venezia.
La Repubblica cercò di agire per via diplomatica inviando tre ambasciatori a Chioggia e presentando un foglio bianco perché vi fossero scritte le condizioni di pace, purché fosse garantita a Venezia la libertà. Nonostante la disponibilità di Francesco da Carrara a concedere una simile pace, Pietro Doria rispose che non avrebbe concesso pace ai Veneziani se prima non avessero imbrigliato i cavalli di bronzo della basilica di San Marco. A questo proposito Palazzo Giustiniani, posizionato all'interno del centro storico di Genova, presenta sul lato minore della sua pianta ad L, un bassorilievo con incastonato il leone di S. Marco. Questo proveniente dall'architrave del castello chiamato Amarina a Trieste. La fortificazione, che controllava con la sua guarnigione di quaranta uomini il Mandracchio o porto vecchio di Trieste, fu conquistata e distrutta dai genovesi col concorso di una rivolta della fazione cittadina avversa ai veneziani nel 1379. Fu uno dei maggiori trofei conquistati dai genovesi ai veneziani nella guerra di Chioggia.

#### Venezia assediata
Venezia rispose all'oltraggio abbandonando qualsiasi proposito di trattativa: si sbarrarono i canali, si fortificarono le isole lagunari e il porto del Lido, unico accesso al mare rimasto ancora libero. Cocche armate vennero poste tutto intorno a Venezia e si vararono quaranta nuove galee, più altre poste al servizio della Repubblica da privati cittadini. Il borgo di Poveglia, sulla direttrice d'avanzata genovese, fu sgomberato per lasciar posto agli apprestamenti difensivi e a batterie d'artiglieria. Il popolo veneziano chiese la liberazione di Vettor Pisani, che, riconosciuto innocente per la sconfitta di Pola, venne scarcerato e posto a capo della difesa insieme a Jacopo Cavalli. Si procedette ad effettuare un prestito forzoso e persino i religiosi vennero invitati a prendere le armi: il 1º dicembre trenta famiglie che maggiormente avevano contribuito alla difesa ricevevano la promessa di poter entrare nel Maggior Consiglio.

### Il terzo anno: il 1380

#### Il contrattacco veneziano e la liberazione di Chioggia

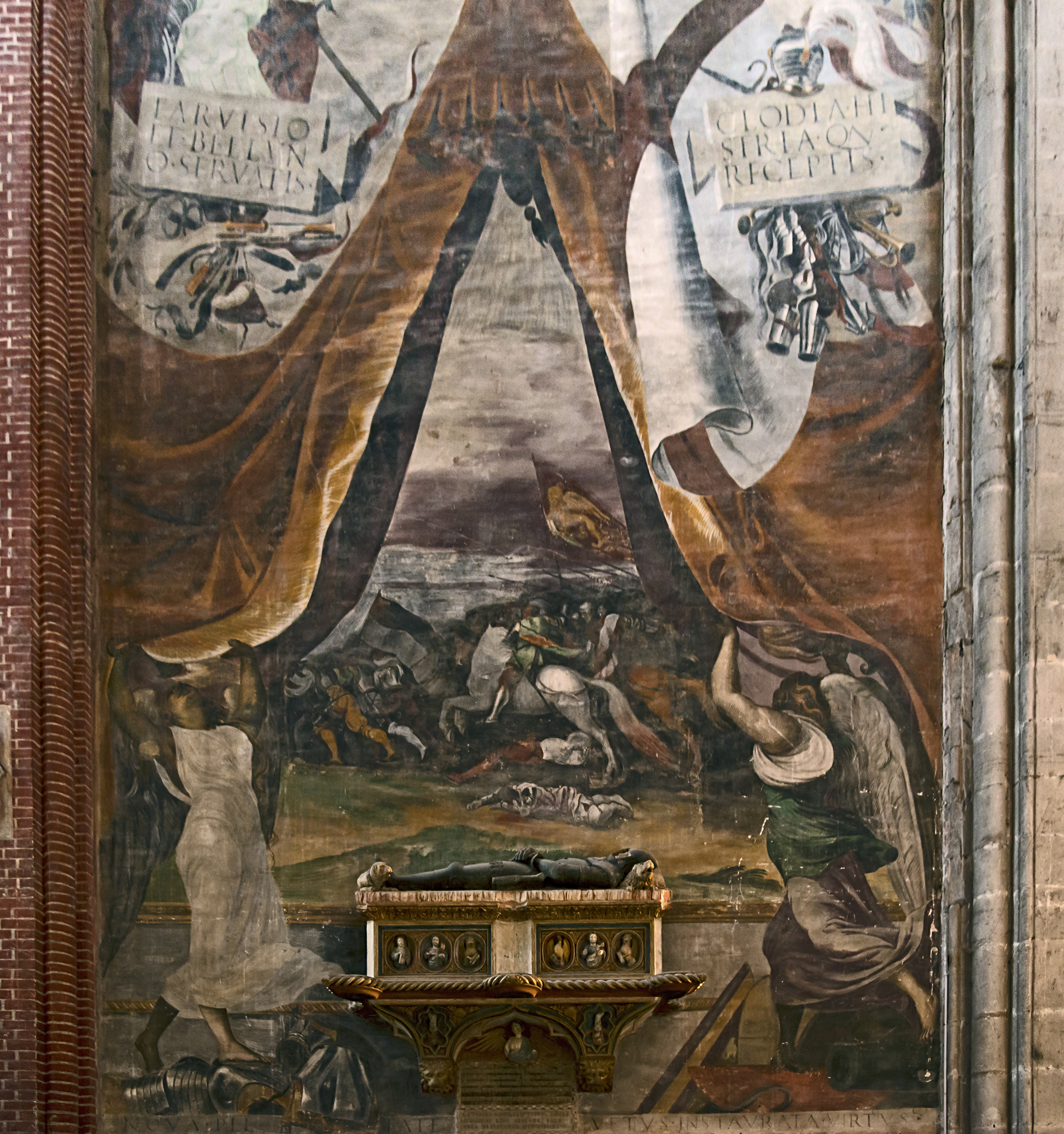
Battaglia di Chioggia - affresco di Lorenzino di Tiziano

Il 22 dicembre 1379 la flotta veneziana ricostituita era salpata per Chioggia, al comando dell'ottuagenario doge Andrea Contarini e di Vettor Pisani. Quella stessa notte un corpo di 4 000 uomini tentava un primo assalto per riconquistare Chioggia Minore senza riuscirci, ma la flotta riusciva ugualmente nell'intento di bloccare tutti gli accessi alla laguna clodiense affondando navi cariche di pietre nei canali navigabili e imprigionando così le navi dei Genovesi, che da assedianti si erano così trasformati in assediati.

Già forte del successo clamoroso, il morale veneziano venne ulteriormente animato, il 1º gennaio del 1380, dalla comparsa della flotta Carlo Zeno, forte di 18 galee provenienti dall'Oriente, e si iniziarono le operazioni d'assedio.

Il 6 gennaio venne attaccato e distrutto uno schieramento genovese sulla punta della diga chioggiotta e pochi giorni dopo si terminò di costruire un ridotto all'estremità del fossato, dove furono poste due grosse bombarde, che presero a martellare le difese genovesi. Il micidiale tiro di artiglieria si concentrò sul monastero di Brondolo, uno dei capisaldi della difesa cittadina: qui il 22 gennaio un crollo dell'edificio stroncò la vita dell'ammiraglio genovese Pietro Doria.

Morto il Doria, prese il comando dei Genovesi Napoleone Grimaldi, il quale tentò di aprirsi un varco dal lato del convento distrutto, ma l'impresa fallì, dando anzi occasione ai Veneziani di scardinare le difese nemiche. Ciò consentì il 19 febbraio a Vettor Pisani di investire con la potenza della sua flotta Brondolo e a Carlo Zeno di assalire con un corpo da sbarco di seimila uomini Chioggia Minore e i diecimila Genovesi inviati nella mischia, che furono completamente sbaragliati.

Brondolo fu conquistata e l'assedio si strinse su Chioggia Maggiore.
A marzo papa Urbano VI e i fiorentini tentarono di indire a Cittadella una serie di conferenze tra gli ambasciatori belligeranti per porre fine alla guerra, ma senza esiti di sorta.
I genovesi, chiusi in una morsa di accerchiamento, si ritrovano completamente isolati e sempre più a corto di viveri e munizioni. In loro soccorso la madrepatria inviò Gaspare Spinola ad assumere il comando delle difese ed apprestò una flotta di 39 galee affidate a Matteo Maruffo, che giunsero a Chioggia nei primi di luglio, dopo aver catturato le navi veneziane di Taddeo Giustiniani sulle coste pugliesi. La flotta sferrò numerosi attacchi nel tentativo di spezzare l'assedio di Chioggia, ma senza risultati di rilievo. Né il nuovo comandante dell'esercito, né il nuovo ammiraglio riuscirono a forzare il blocco, mentre invano Francesco da Carrara ed il Patriarca d'Aquileia tentavano di vettovagliare la città: i Veneziani con rigorosissima sorveglianza vanificavano con puntuale regolarità tutti i tentativi di colpi di mano e di approvvigionamento, contemporaneamente ben guardandosi dal raccogliere la sfida dell'ammiraglio genovese, per non rischiare di vanificare con uno scontro diretto i risultati conseguiti con l'opera assidua e paziente di parecchi mesi.
Rinchiusi in Chioggia Maggiore, invano in attesa dell'intervento dei Padovani, decimati dagli assalti e dai tiri delle bombarde, sicuri di non poter ricevere ulteriori soccorsi dalla madrepatria, tormentati dalla fame, molti genovesi tentarono un disperato piano di fuga a bordo di zattere, ma le imbarcazioni di fortuna vennero tutte affondate vanificato anche quest'ultimo tentativo di salvezza, i genovesi decisero di arrendersi, cercando di trattare la pace con La Serenissima, ma Venezia rifiutò.

#### La vittoria veneziana
Il 22 giugno i Veneziani si ripresero Pellestrina, poi, il 23 giugno, Carlo Zeno sferrò l'assalto finale alle difese di Chioggia, facendo prigionieri 4200 genovesi, 300 padovani e 19 galee.

L'ultimo focolaio di resistenza genovese, presso la Torre delle Bebbe, all'interno della quale Ambrogio Doria si era rifugiato attendendo invano l'aiuto degli alleati, si spense nella notte.

Per celebrare la vittoria il doge Contarini entrò trionfante nella città liberata il 24 giugno insieme al principale artefice dell'impresa, l'ammiraglio Vettor Pisani. Durante il ritorno a Venezia, i resti delle galee genovesi vennero rimorchiati per spregio a chiglia rovesciata, con gli stendardi in acqua.
Dopo la presa di Chioggia da parte dei veneziani le ostilità in Adriatico continuarono ancora per qualche mese. Il genovese Matteo Maruffo, avvicinatesi all'Istria, spinse Trieste a ribellarsi, consegnandosi il 26 giugno al Principato ecclesiastico di Aquileia, poi occupò il 1º luglio Capodistria ed Arbe l'8 agosto.
 
In risposta la flotta di Vettor Pisani uscì da Venezia, riprese Capodistria ed Arbe ed inseguì il nemico in fuga, ma erano quelle le ultime imprese del Capitano Generale, che morì di febbri malariche il 13 agosto a Manfredonia.

### Il quarto anno: 1381
Se sul mare la guerra volgeva in favore di Venezia, sul continente le sue armi non potevano certo sperare di competere con quelle di tanti ed ostinati nemici: Castelfranco, Asolo e Noale cadevano nelle mani di Francesco da Carrara, le cui milizie stringevano sempre d'assedio Treviso. Oramai questa città era ridotta agli estremi, e Venezia, non potendola soccorrere, anziché vederla cadere nelle mani dell'odiato Carrarese, la cedette, con riserva dei propri diritti, al duca Leopoldo d'Austria.

Con la cessione di Treviso le operazioni di terra terminarono, continuarono quelle navali, ma erano semplici scorrerie nell'Adriatico e nel Tirreno con catture di navi mercantili e spavento delle popolazioni rivierasche.

## Epilogo e pace di Torino
Le due rivali erano ormai stanche della lunga guerra e sentivano bisogno di pace, già fin dal marzo del 1380 Urbano VI (che aveva trovato asilo a Genova) e i Fiorentini avevano cercato di metter fine alla guerra e a Cittadella avevano avuto luogo conferenze tra gli ambasciatori dei belligeranti e dei mediatori, ma senza conclusioni. Nell'estate del 1381 offrì la sua autorevole mediazione Amedeo VI di Savoia, che tutti accettarono.
I rappresentanti di Genova, di Venezia, del re d'Ungheria, di Aquileia, dei Carraresi e dei Visconti si riunirono a Torino e qui l'8 agosto fu conclusa la pace dalla quale venne escluso il re di Cipro che non aveva mandato i suoi ambasciatori.

Secondo i patti del trattato Venezia riconfermava al re d'Ungheria la cessione della Dalmazia, compresa Cattaro occupata durante la guerra, e si impegnava di pagargli settemila ducati annui, confermava la cessione di Treviso al duca d'Austria, riconosceva la conquista del Patriarcato di Aquileia di Trieste a cui fu imposta la sottomissione (dedizione) e cedeva al Conte Verde l'isola di Tenedo il cui castello doveva esser demolito e gli abitanti trasferiti a Candia e a Negroponte.

Genovesi e Veneziani si obbligavano di non navigare per due anni a Costantinopoli e di riconciliare Giovanni Paleologo col figlio Andronico, Cipro infine non doveva essere soccorsa da Venezia nella sua guerra con Genova.
I Carraresi, pur dovendo restituire i territori occupati nel corso del conflitto, riottennero alcuni dei diritti che avevano perso nella guerra del 1373 in cui erano stati sconfitti dai Veneziani, il più importante dei quali fu il permesso di riprendere a costruire le fortificazioni lungo i confini con la Serenissima Repubblica. I padovani considerarono inoltre irrisolta la questione di Treviso ed incrementarono le operazioni militari per conquistarla, approfittando dello scarso sostegno fornito ai trevigiani da Leopoldo d'Austria. Il duca asburgico giunse finalmente in città alla testa di un grosso corpo di spedizione nel maggio del 1383, ma gli attacchi dei Carraresi non diminuirono. Ritenendo di non riuscire a respingere l'assalto, Leopoldo vendette per 100 000 ducati Treviso, Ceneda, Feltre e Belluno a Francesco I da Carrara, che fece il suo ingresso con le proprie truppe a Treviso il 4 febbraio 1384, ma la tenne solo quattro anni prima che fosse definitivamente riconquistata dai veneziani.